# 宿の日
「宿の日」は（やどのひ）、1992年に全国旅館ホテル生活衛生同業組合連合会青年部によって制定された記念日である。8月1〜7日の観光週間に続く8月10日にあたり、宿の利用を促すとともに、利用者への宿からの感謝の気持ちを伝える1日にしたいと制定したとしている。日本の旅館やホテルなどの宿泊施設の利用を促進するために定められた記念日である。日本観光旅館連盟、国際観光旅館連盟、全国旅館生活衛生同業組合連合会の旅館3団体は、毎年8月10日を「宿の日」に定めている。
毎年8月10日の「宿の日」には、旅行業界を中心に多くの宿泊施設が関連イベントや特別キャンペーンを実施している。この日付は、「や（8）ど（10）」の語呂合わせに由来する。

## 主なイベントと活動
「宿の日」には、以下のようなイベントやキャンペーンが全国の宿泊施設で展開される。
- 宿花火：「日本の夜空におもてなしの光を」をテーマにコロナ禍で疲弊した花火師と宿屋がタックを組み全国一斉に花火を上げる企画を開催
- 宿の日week：観光週間の復活と題し2024年8月1日～10日を定め、観光促進のSNS投稿やOTA[注釈 2]でのセール企画を行った。

## 宿の日の意義
「宿の日」は、日本の多様な宿泊施設の魅力を国内外に発信し、宿泊業界の活性化を図るための重要な取り組みである。特に、最近では地域資源を活用した観光が注目され、宿泊体験を大切にその土地の文化や自然を体験できるプログラムも増加している。

## 関連情報
「宿の日」を推進する団体や観光業界団体が、宿泊の利用促進のために様々な施策を実施している。